# Pseudactaea multiareolata
Pseudactaea multiareolata is een krabbensoort uit de familie van de Xanthidae. De wetenschappelijke naam van de soort is voor het eerst geldig gepubliceerd in 2002 door Takeda & Marumura.